# La Gazzetta dello Sport
«Гадзетта делло спорт» (італ. La Gazzetta dello Sport) — італійська щоденна спортивна газета. Спочатку газета була створена, щоб висвітлювати події перших Олімпійських ігор в Афінах в 1896 році. Але незабаром стала головним спортивним виданням Італії.
Нині газета друкують у 8 друкарнях в Італії і в 3 за кордоном. Газету, видану на характерному рожевому папері, продають більш ніж у 400 000 копій щодня (найбільше по понеділках, коли читачі хочуть дізнатися про спортивні події, що відбулися у вихідні), і має більше 3 мільйонів читачів. По суботах разом з газетою продається журнал Sportweek.
Незважаючи на те, що газета охоплює безліч спортивних подій, футбол є головною темою і займає приблизно від 24 до 28 сторінок з 40. Велика частина статей є не просто статистичними даними, а повноцінними сюжетами про всі грані спортивного життя. Виходячи з того, що видавництво базується в Мілані, газета природно приділяє особливу увагу «Інтеру» і «Мілану».

## Історія
Народження газети відбулася 3 квітня 1896 року, завдяки злиттю двох тижневиків Ciclista і La Tripletta. Перший тираж 20 000 примірників. Перші видання були надруковані на зеленому папері, в чотири сторінки і ціною 5 сотих ліри. Перше ім'я було La Gazzetta dello Sport Il Ciclista e la Tripletta.
У перші роки газета виходила двічі на тиждень, у понеділок і четвер. 1 січня 1897 року видання взяло своє теперішнє ім'я «Гадзетта делло спорт». Зелений папір поміняв свій колір, але тільки через нестачу матеріалу: вона була спочатку жовтою, потім білою і нарешті, в 1899 році, офіційно стала рожевою. Цей колір став символом газети. У 1902 році тираж став 36 000 примірників.
В 1906 році було створено акціонерне товариство «Гадзетта делло спорт», між Джованні Аньєллі і Едоардо Бьянкі. У 1907 році тираж склав рекордні 102 000 примірників.
З 1909 року газета організовує престижну велогонку Джиро д'Італія. Крім цього видання організовує класичні велогонки — Джиро ді-Ломбардія по дорогах Ломбардії (з 1905 року) і Мілан- Сан-Ремо (з 1907 року); чемпіонати Італії з сноубордингу та пляжного волейболу та інші спортивні змагання. Першим турніром, організованим газетою, стали змагання з фехтування, через кілька місяців після появи видання.
Газета стала щоденною з 1913 року. У воєнний період газета знову виходила 2 рази в тиждень. З 1917 року і до кінця війни були надруковані 30 000 безкоштовних примірників, надісланих солдатам на фронт. У 1926 році було побудоване нове видавництво на вулиці Галілео Галілея в Мілані. На початку 1929 році Альберто Бонакосса придбав 80 % акціонерного пакета і став власником газети.
Після Другої світової війни продажі видання пішли вгору. В 1975 році — 1 220 000 читачів, в 1980 році — 1 961 000, 1982 році — 2 811 000, в 1983 році — 3 078 000.
12 липня 1982 року, після фіналу чемпіонату світу в Іспанії, газета вийшла накладом в 1 469 043 копій. Після перемоги збірної Італії на чемпіонаті світу 2006, тираж досяг італійського рекорду в 2 302 808 примірників.
26 серпня 1997 року був відкритий офіційній вебсайт «Гадзетта делло спорт».
12 червня 2014 року газета вперше за понад сто років вийшла замість рожевого паперу на блакитному. Цим вчинком італійська газета підтримала збірну Італії з футболу на чемпіонаті світу у Бразилії. Тираж «блакитного» випуску склав 1 мільйон примірників
3 квітня 2016 року газета відзначила своє 120-річчя, і номер цього дня вийшов на зеленому папері, на якому виходив і перший номер.